# 垂井町立東小学校
垂井町立東小学校（たるいちょうりつひがししょうがっこう）は、岐阜県不破郡垂井町にある小学校である。町内で最も新しい小学校。

## 通学区域
- 垂井町綾戸
- 垂井町平尾
- 垂井町地蔵1 - 2丁目
- 垂井町字地蔵
- 垂井町字駒引
- 垂井町字杢録
- 垂井町字永長（一部）
- 垂井町字流（一部）
- 垂井町字追分（一部）
- 垂井町字山之前（一部）
- 垂井町表佐字東小柳（一部）[1]

## 沿革
- 1983年（昭和58年）
  - 3月 - 普通教室・管理室・体育館完成。
  - 4月 - 垂井・表佐・府中の3小学校より分離統合し、垂井町立東小学校開校。
  - 5月 - 特別教室完成。
  - 7月 - プール完成。
- 1984年（昭和59年）4月 - 校歌制定。
- 1990年（平成2年）
  - 3月 - 増築校舎（3教室）完成。
  - 4月 - 知的学級開設。
- 1992年（平成4年）10月 - 創立10周年記念式典挙行。
- 2000年（平成12年）4月 - 情緒学級開設。
- 2003年（平成15年）11月 - 創立20周年記念式典挙行。
- 2013年（平成25年）11月 - 創立30周年記念式典挙行。創立30周年記念誌発行。
- 2018年（平成30年）4月 - 通級指導教室（ひまわり教室）開設。

### この節の出典
- 垂井町立東小学校沿革（学校ホームページ内）

## 教育目標
光の子
よく考え
手を取り合って
たくましく

## 交通
- JR東海道本線垂井駅（北口）から、徒歩約2.3km・約35分
- 名阪近鉄バス稲葉線
  - 「稲葉団地」バス停から、徒歩約460m・約7分。
  - 「綾戸口」バス停から、下車後、徒歩約860m・約13分。
    - いずれも、最短ルートを移動した場合。

  - JR東海道本線・樽見鉄道樽見線・養老鉄道養老線大垣駅から、上述の名阪近鉄バス稲葉線で、「綾戸口」バス停又は「稲葉団地」バス停下車後、徒歩。